# Anna Gould
Pour les articles homonymes, voir Gould.
Anna Gould, née en 1875 et morte à Paris en 1961, comtesse Boniface de Castellane, puis duchesse de Talleyrand, est une héritière américaine qui fit partie de l'élite mondaine de la Belle Époque.

## Biographie
Seconde fille de Jay Gould (1836-1892), magnat américain des chemins de fer, elle est d'abord fiancée à l'acteur américain Frank Woodruff, mais elle renonce à ce mariage sur les instances de son frère aîné George, et épouse le 4 mars 1895 à New York le comte Boniface de Castellane, dit Boni, rencontré au printemps 1894 à Paris chez Fanny Read, amie de la famille Gould.
Petite, grassouillette, dotée d'un faciès simiesque et d'un caractère renfrogné, mais à la tête d'une fortune personnelle de 15 millions de dollars (soit plus de 440 millions de dollars de 2015), Anna Gould s'attire le mot fameux : « Elle est surtout belle vue de dot. » Le couple s'installe à Paris la même année, d'abord au 9, avenue Bosquet. Il voyage en Angleterre. Trois garçons — Boniface, Georges et Jason (Jay) — naissent en 1897, 1898 et 1902.
Le mariage, d'intérêt et non d'amour, ne fut jamais heureux. Boni se mit à dépenser l'argent de sa femme avec élégance, mais sur une échelle colossale, alors que celle-ci dépensait en nombreuses toilettes : Redfern, Agnès ou plus tard Chanel font partie de sa garde-robe. En avril 1896, on posait la première pierre du palais Rose, nouvelle résidence des Castellane construite par Ernest Sanson, à l'angle de l'avenue du Bois (aujourd'hui avenue Foch) au numéro 50 et de l'avenue de Malakoff, où les Castellane s'installeront en 1902 (malgré une timide campagne en sa faveur, le palais est détruit en 1969 pour réaliser une opération immobilière), palais dont Anna Gould confiera la gestion des visites par la presse au journaliste et avocat Paul Parsy représentant ses intérêts en France. En 1897, le couple achète un magnifique trois-mâts, le Walhalla, un steam yacht de 1490 tonneaux qui exigeait un équipage de 100 hommes encadrés par huit officiers. A bord de ce géant des mers, long de plus de soixante-treize mètres et gréé à l'ancienne, ils effectuèrent plusieurs croisières en Suède et Norvège, en Méditerranée, en Ecosse et en Russie. En 1899, Anna Gould acquit le château du Marais en Essonne, avec 1 200 hectares de terre, et le château de Grignan dans la Drôme. Boni transforma ces résidences et les garnit des meubles et des tableaux les plus rares.

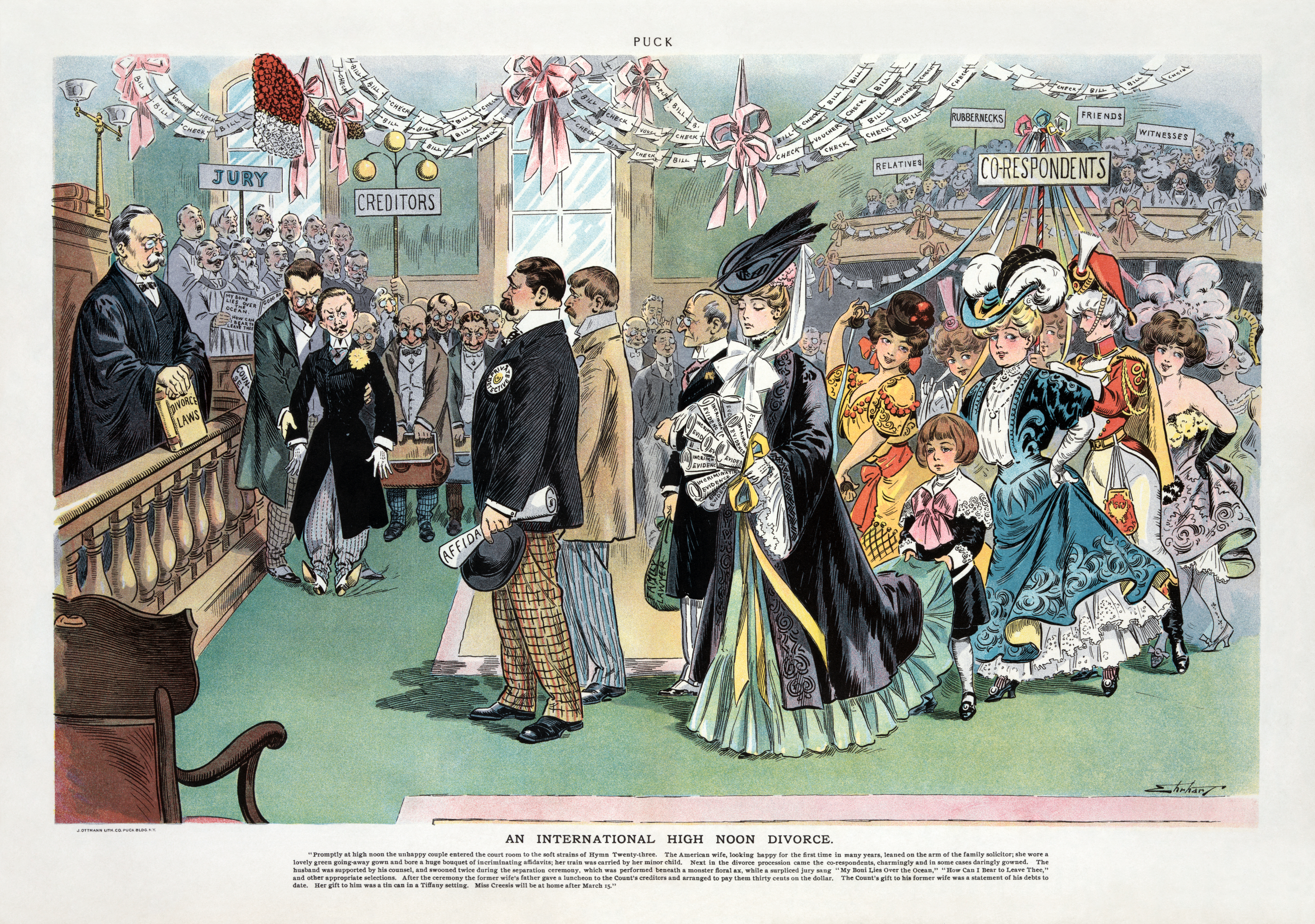
Dessin illustrant l'ambiance burlesque du divorce d'Anna Gould et Boni de Castellane.

Les excentricités dispendieuses de Boni finissent par inquiéter la famille Gould. Anna se lasse des infidélités de son volage époux autant que de ses dépenses immodérées. Les cruels mots d'esprit que le gratin parisien prêtait à Boni – « Elle est belle, vue de dot», « Voilà le revers de la médaille », ou, à propos de la chambre conjugale : « la chapelle expiatoire » – ne font rien pour arranger les choses. Cependant, rien ne prouve qu'il les ait réellement prononcés. En janvier 1906, Anna demande la séparation de corps et le divorce est prononcé le 14 novembre 1906. À partir de 1910, Boni de Castellane cherche à obtenir de la Cour de Rome la déclaration de nullité de son mariage, à laquelle Anna s'oppose avec acharnement. De multiples appels et jugements contradictoires de la Rote font que cet interminable procès a été qualifié par la presse américaine de procès « le plus long de l'Histoire depuis qu'Henry VIII tenta en vain d'obtenir l'annulation de son mariage avec Catherine d'Aragon ». Il aurait cependant obtenu gain de cause en 1924, à la condition que ce jugement reste secret.
Anna Gould se remarie civilement le 7 juillet 1908 avec un cousin de son premier mari, Hélie de Talleyrand-Périgord (1859-1937), prince de Sagan, puis duc de Talleyrand. Contrairement à ce qu'ont affirmé les journaux américains, ce mariage s'avère tout aussi malheureux que le précédent. Anna songe rapidement à divorcer, mais y renonce pour conserver le titre prestigieux de duchesse de Talleyrand. Le couple a deux enfants : Howard (1909-1929), duc de Sagan par renonciation de son père (il se suicide avenue Foch en 1929 à la suite d'une peine de cœur), est mort sans alliance ; Helen-Violette (1915-2003), duchesse de Sagan, mariée au comte James de Pourtalès en 1937, d'où postérité, puis à Gaston Palewski (1901-1984).

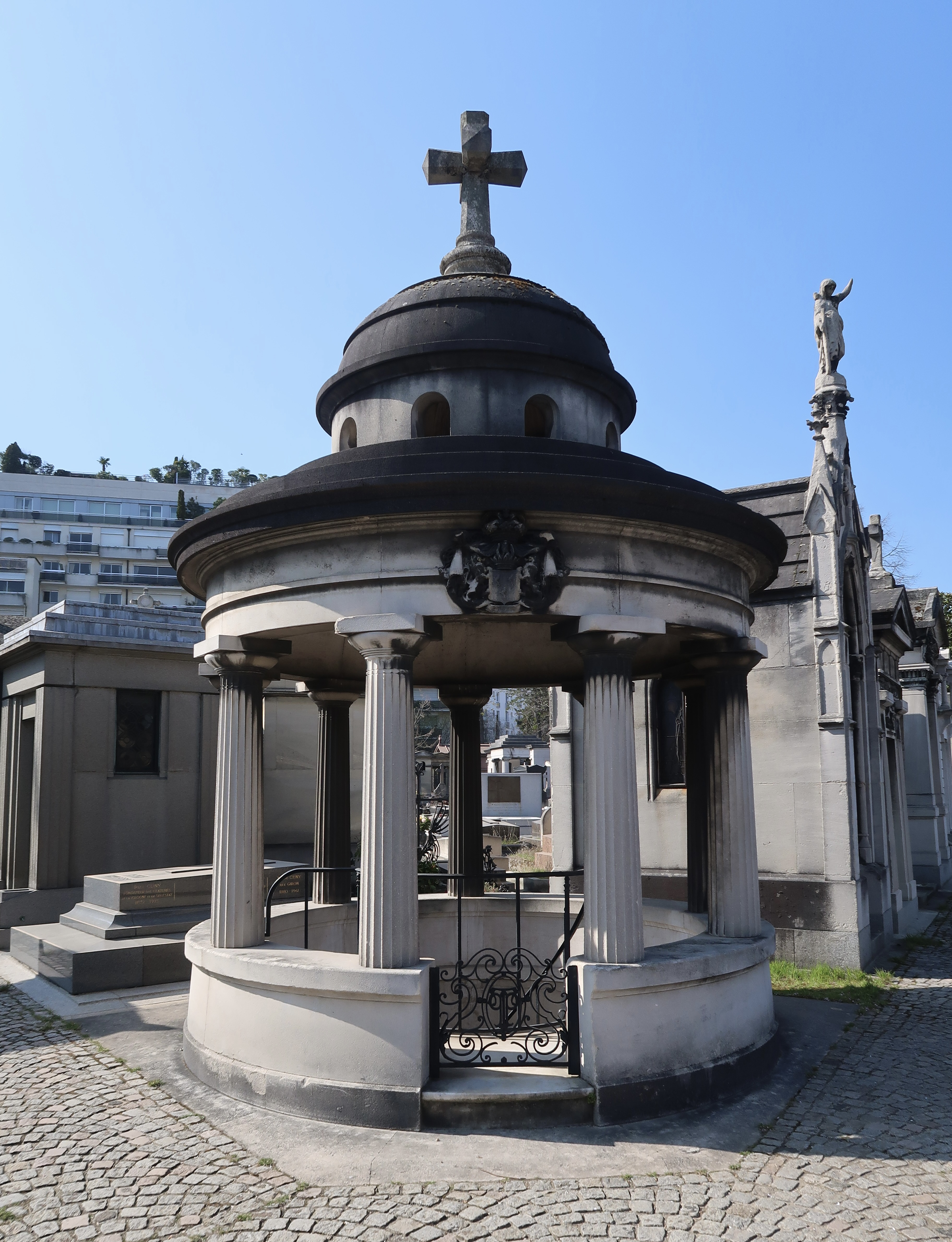
Crypte funéraire des Talleyrand-Périgord au cimetière de Passy où elle est enterrée.

Devenue veuve en 1937, Anna Gould retourne aux États-Unis en 1939, se partageant entre l'hôtel Plaza à New York et la résidence des Gould dans la vallée de l'Hudson, Lyndhurst, qui avait appartenu à sa sœur Helen jusqu'à sa mort en 1938.
Infirme, sourde et presque aveugle, elle ne retourne en France qu'en mai 1961, pour y mourir quelques mois plus tard, le 30 novembre 1961, à l'Hôpital américain. Elle est enterrée à Paris, au cimetière de Passy.